# 松下政経塾
公益財団法人松下幸之助記念志財団 松下政経塾（まつしたせいけいじゅく、The Matsushita Institute of Government and Management）は、松下電器産業（現パナソニックホールディングス）の創業者である松下幸之助が、1979年（昭和54年）に設立した政治塾である。国会議員・地方首長・地方議員などの政治家を中心に、経営者・大学教員・マスコミ関係者など、各界に人材を輩出している。

## 概要
実業家として成功を収めたパナソニック創業者松下幸之助が、晩年に次代の国家指導者を育成するべく私費70億円を投じて神奈川県茅ヶ崎市に設立した公益財団法人である。
在学中または就職中でない22歳以上38歳以下（2018年までは原則として35歳以下）の青年で、所定の選考に合格した者のみが入塾を認められる。入塾後は塾内の寮で集団生活を送りながら、4年間に渡り研修や実践活動を行う。在籍中は毎月20万円の「研修資金」が給付され、各自の活動計画に基づいた「活動資金」が別途支給される。
研修カリキュラムは政治学・経済学・財政学などの専門的なものから、茶道・書道・坐禅・伊勢神宮参拝など日本の伝統に関する教育、自衛隊体験入隊・武道・毎朝3kmジョギング・100km強歩大会など体育会系なものまで幅広く用意されている。中にはパナソニックの工場での製造作業や同店舗での営業販売など、パナソニックグループに関係するものも見られる。
設立者が財界人であったこともあり、卒塾生の多くは中道右派的で行政改革に積極的、地方分権推進の傾向があるが、在塾中に政治思想や立場に置いて特定の指導がされたり、一定の思想が排除されるということはない。卒塾生の43%が政治の道に進んでおり、現職の政治家である卒塾生は2010年8月30日の時点で衆議院議員31名・参議院議員7名・地方首長10名・地方議員24名の計72名に上る。卒塾生の多くはかつての民主党内で右派に位置する勢力として、党のスタンスに一定の影響を及ぼしていた。かつて多党制の時代には、民社党、日本社会党に所属した地方議員もおり、現在でも公明党に所属する地方議員がいる。
2019年4月1日、公益財団法人松下政経塾が、同じくパナソニックグループ内で留学・国際交流・研究助成事業や顕彰事業を行ってきた公益財団法人松下幸之助記念財団を吸収合併して公益財団法人松下幸之助記念志財団として新たに発足し、松下政経塾はその一事業となった。

## 入塾から卒塾までの流れ

### 入塾まで
現在では、入塾年度の前年に願書を提出し、春から夏、夏から秋の2期間で選考が行われる。選考のスタイルは年度によって多少の修正がなされる。現在の選考は小論文・教養試験・論述試験などの筆記試験に加え、集団討論・個人面接などの口頭試験、TOEICによる語学試験、さらには体力測定や適性検査なども課される。
募集定員の定めはないが、例年200名前後の出願に対して入塾者は5名程度と、非常に狭き門になっている。男女共学であるが、女性は卒塾生の8人に1人程度と少ない。現在の在塾生（39期・40期・41期・42期）のうち女性は5名である。
入塾金や授業料を納める必要はなく、逆に前述した研修資金・活動資金の給付を受けられるなど、金銭面での待遇は優れている。他方で、研修と並行して職業に就くことは許されず、卒塾時の就職斡旋等も一切行われていないため、入塾にあたっては将来のリスクを引き受ける覚悟が必要になる。入寮が義務付けられているため、家族と同居している場合には長期間の別居を余儀なくされることになる。

### 在塾中
入塾後2年間（2010年入学者までは1年半）は「基礎課程」と位置づけられ、前述したカリキュラムに従った研修が中心となる。その後の2年間（2010年入学者までは1年半）は「実践課程」として、各塾生が自身のテーマに基づいた政治活動や執筆活動を展開していく。
在塾中は原則として寮での集団生活を義務付けられるが、実践課程の期間で活動の本拠を寮外に置く必要がある場合は外部での生活も認められる。寮費は月4,500円で、食事代は別途負担。土曜日は自由研修日とされ、日曜日・祝祭日のほか、ゴールデンウィーク・夏休み・年末年始に数日間の休暇が与えられる。ただし休暇中に研修が入ることもある。
毎年9月と3月には審査会が設けられ、各自の活動に対する評価が下される。この評価に基づいて活動資金が増減額されるほか、評価が著しく低い場合には退塾を命じられる場合もある。
設立当初は松下電器産業から出向してきた職員が新入社員研修と同じ方法で指導に当たっていたが、「塾生を管理するばかりで自主的な活動ができない」との反発が生じ、中川暢三（1期生）など自主退塾する者が現れた。そのため民社党・同盟系の研修機関「富士政治大学校」を参考に研修内容の見直しが行われ、塾生の自主的活動を重視する現在のカリキュラムが導入された。

### 卒塾とその後
最終年度末に設けられる修了審査会で修了が認められれば卒塾となる。
2010年5月7日時点での卒塾生242名の進路は以下の通りである。
| 政治分野     | 政治分野 | 政治分野 | 経済分野     | 経済分野 | 経済分野 | 研究・マスコミ分野 | 研究・マスコミ分野 | 研究・マスコミ分野 | その他 | その他 | その他 |
| ------------ | -------- | -------- | ------------ | -------- | -------- | ------------------ | ------------------ | ------------------ | ------ | ------ | ------ |
| 計           | 104名    | 43.0%    | 計           | 68名     | 28.1%    | 計                 | 40名               | 16.5%              | 計     | 30名   | 12.4%  |
| 現職政治家   | 70名     | 28.9%    | 役員・会社員 | 38名     | 15.7%    | シンクタンク等     | 16名               | 6.6%               |        |        |        |
| 政治活動中   | 26名     | 10.7%    | 経営者       | 30名     | 12.4%    | 教職員             | 15名               | 6.2%               |        |        |        |
| 政策スタッフ | 8名      | 3.3%     |              |          |          | マスコミ           | 9名                | 3.7%               |        |        |        |

かつて松下政経塾で行われた「地域から日本を変える運動（ちにか運動）」の一環として、卒塾生らによって各地に地域政経塾が開塾されている。ただしこれらは松下政経塾の地方支部と言う位置づけではないため、大半の政治塾同様に研修資金等の給付はなく、逆に入塾料と会費を支払わなければならない。現在は千葉県・岡山県・愛媛県に地域政経塾が置かれている。

## 卒塾生の動向

### 国政

#### 当選者数の推移
卒塾生から53名の国会議員を輩出しており、1986年の第38回総選挙で逢沢一郎（1期生）が当選して以来、国会から卒塾生の議席がなくなったことは一度もない。
衆議院議員総選挙・参議院議員通常選挙ごとの党派別卒塾生当選者数を以下に掲載する。
- 衆議院議員総選挙

| 回次   | 執行年 | 合計 | 自民党 |            |            |            |              |
| ------ | ------ | ---- | ------ | ---------- | ---------- | ---------- | ------------ |
| 第38回 | 1986年 | 1    | 1      |            |            |            |              |
| 第39回 | 1990年 | 1    | 1      |            |            |            |              |
| 回次   | 執行年 | 合計 | 自民党 | 日本新党   | 新生党     | さきがけ   | 諸派・無所属 |
| 第40回 | 1993年 | 15   | 2      | 7          | 1          | 1          | 4            |
| 回次   | 執行年 | 合計 | 自民党 | 新進党     | 新進党     | 旧民主党   | 諸派・無所属 |
| 第41回 | 1996年 | 12   | 3      | 7          | 7          | 2          | 0            |
| 回次   | 執行年 | 合計 | 自民党 | 民主党     | 民主党     | 民主党     | 諸派・無所属 |
| 第42回 | 2000年 | 19   | 6      | 12         | 12         | 12         | 1            |
| 第43回 | 2003年 | 25   | 7      | 18         | 18         | 18         | 0            |
| 第44回 | 2005年 | 28   | 13     | 15         | 15         | 15         | 0            |
| 第45回 | 2009年 | 31   | 6      | 25         | 25         | 25         | 0            |
| 第46回 | 2012年 | 27   | 14     | 8          | 8          | 8          | 5            |
| 第47回 | 2014年 | 26   | 14     | 10         | 10         | 10         | 2            |
| 回次   | 執行年 | 合計 | 自民党 | 希望の党   | 希望の党   | 立憲民主党 | 諸派・無所属 |
| 第48回 | 2017年 | 25   | 13     | 6          | 6          | 1          | 5            |
| 回次   | 執行年 | 合計 | 自民党 | 立憲民主党 | 立憲民主党 | 国民民主党 | 諸派・無所属 |
| 第49回 | 2021年 | 27   | 11     | 13         | 13         | 2          | 1            |
| 第50回 | 2024年 | 28   | 8      | 15         | 15         | 1          | 4            |

- 参議院議員通常選挙

| 回次   | 執行年 | 合計 | 自民党 | 民主党     | 諸派・無所属 |
| ------ | ------ | ---- | ------ | ---------- | ------------ |
| 第18回 | 1998年 | 1    | 0      | 0          | 1            |
| 第19回 | 2001年 | 1    | 1      | 0          | 0            |
| 第20回 | 2004年 | 1    | 0      | 1          | 0            |
| 第21回 | 2007年 | 3    | 1      | 2          | 0            |
| 第22回 | 2010年 | 5    | 4      | 1          | 0            |
| 第23回 | 2013年 | 4    | 1      | 2          | 1            |
| 回次   | 執行年 | 合計 | 自民党 | 民進党     | 諸派・無所属 |
| 第24回 | 2016年 | 5    | 4      | 1          | 0            |
| 回次   | 執行年 | 合計 | 自民党 | 立憲民主党 | 諸派・無所属 |
| 第25回 | 2019年 | 3    | 0      | 1          | 2            |
| 回次   | 執行年 | 合計 | 自民党 | 立憲民主党 | 諸派・無所属 |
| 第26回 | 2022年 | 4    | 3      | 1          | 0            |

1期生の逢沢が初当選ののち、しばらく当選者が現れなかった。全体的に右派が強い傾向にある卒塾生にとって、55年体制下で思想的に距離が近い政党は基本的に自民党か民社党に限られていたが、自民党は現在ほど候補者公募に注力しておらず、後ろ盾のない卒塾生が公認を得ることは難しく、民社党は多くの候補者を立てるだけの力がなかったため、当時は卒塾生の受け皿になる政党がない状態が続いた。世襲候補として当然に自民党の公認を得られた逢沢はむしろ例外的な存在であった。1990年の第39回総選挙では逢沢に続けと数名の卒塾生が立候補したものの、その大半は政党の公認を得られず、結局逢沢以外の全員が落選している。
しかし政界再編期に入ると日本新党・新生党・新党さきがけと言った保守系新党が卒塾生の受け皿として機能するようになり、1993年の第40回総選挙で卒塾生の国会議員が大量に誕生することとなった。特に大量の新人候補を擁立した日本新党から立候補して当選するケースが目立った。
その後、卒塾生らによる新党構想の一環として「志士の会」が結成されるなどしたものの結局頓挫し、卒塾生の大半は新進党から民友連を経るコースで民主党に合流していった。さきがけなどを経て旧民主党の結成に加わったのは前原誠司・玄葉光一郎など少数に留まっている。高市早苗や伊藤達也など、非自民政権構想に見切りをつけて自民党に移籍する議員も見られた。
同塾出身者同士が定数1公選で激突したのは1996年（平成8年）衆院東京都第3区の松原仁対宇佐美登、2005年（平成17年）・2009年（平成21年）衆院京都府第2区の前原誠司対山本朋広などが有名。

#### 閣僚の輩出
1992年（平成4年）宮沢改造内閣で1期生逢沢一郎が初の政務次官（逢沢は初の国会議員であり、幸之助が多額の寄付をして松下記念図書館を寄贈した慶應義塾大学工学部出身）、2002年（平成14年）の第1次小泉第1次改造内閣において5期生伊藤達也および高市早苗が初の副大臣、2004年（平成16年）の第2次小泉改造内閣において伊藤が金融担当大臣として同塾出身者で初入閣。次いで高市が2006年（平成18年）の安倍内閣で沖縄及び北方対策、科学技術政策、食品安全、イノベーション、少子化・男女共同参画担当の内閣府特命担当大臣で入閣した。2005年（平成17年）には第8期生の前原誠司が民主党代表に就任、初の野党第一党の党首および初の総理大臣候補となっている。2009年（平成21年）の鳩山内閣では、国土交通大臣に就任した前原や総務大臣の原口一博などを中心に計8人の出身者が大臣・副大臣・政務官などで入閣。2010年（平成22年）の菅政権では、留任の前原・原口に加え、玄葉光一郎が党の政調会長兼国家戦略担当大臣、樽床伸二が国対委員長、福山哲郎が官房副長官、野田佳彦が財務大臣など、政権中枢の要職を政経塾出身者が占めた。2011年（平成23年）には、野田政権で野田は内閣総理大臣に就任した。その後、自民党が政権を奪還し、高市が政調会長および総務大臣、小野寺五典が防衛大臣、松野博一が文部科学大臣にそれぞれ就任している。

#### 内閣総理大臣への選出
2011年8月29日、1期生の野田佳彦が民主党代表に選出され、翌30日に国会で第95代内閣総理大臣に指名された。これにより、松下政経塾出身者から初の内閣総理大臣が誕生することとなった。玄葉、前原、樽床らも政府・党の要職に就任し、「松下政経塾内閣」などと揶揄するメディアもあった。

#### 大量の落選
2012年12月16日に投開票の行われた第46回衆議院議員総選挙において、民主党選出議員が大量に落選した。この選挙で衆議院議員に返り咲いたものには、山田宏、中田宏、山本朋広らがおり、初当選に野間健、畠中光成らがいるが、全体としての衆議院議員は激減することとなった。この選挙の開票中に野田は民主党代表の辞任を表明した。落選者の中には、国務大臣（総務大臣）であった樽床も含まれていた。逢沢一郎が最初に衆議院議員に当選した総選挙以来、政経塾出身者は選挙ごとに当選者を増やし、国政への影響力を強める一方だったが、この度の総選挙において、初めて前回の当選者から大幅に議員が減るという結果になった。

### スパイ
2012年5月、警視庁公安部が当時45歳の在日中国大使館の1等書記官李春光を外国人登録法違反などで、外務省を通じて出頭要請を行った。中国大使館は当該書記官の出頭要請を拒絶し帰国させた。同中国人は1993年から福島県須賀川市の友好都市である中国・洛陽市の職員留学生として4年間福島県に居住した。1999年に再び来日して、約7ヶ月間、松下政経塾に海外インターンとして在籍、政官界に人脈を築いた。この事件は李春光事件と呼ばれ松下政経塾の身辺調査の甘さや人脈優先主義の傾向が批判された。政経塾出身で同期であった森岡洋一郎（元衆議院議員）はおとなしい印象の人だったと語っていた。

### 2014年12月の総選挙
2014年12月14日投開票の衆院議員総選挙においては、民主党の神山洋介のように復帰したものもいたが、維新の党の畠中光成のように落選したものもいた。落選者の中には、前回に引き続き、民主党から立候補し2回連続落選した松本大輔らがいたが、次世代の党の中田宏、山田宏のように議席を失ったものもいた。全体としてみた時には、民主党系の議員経験者は国政復帰があまりできず、民主党とは思想・政策の異なる次世代の党の現職（解散後は前職）が議席を失い、自民、民主党ともに選挙基盤が強い現職（解散後は前職）が議席を守るという結果になった。

### 2017年10月の総選挙
2017年10月22日投開票の衆院議員総選挙においては、自民党系は安定した地盤と高止まりの支持率に支えられ現職の落選者はいなかった。一方、解散直前に民進党（民主党から党名変更）代表に就任した前原誠司は同党を事実上解党し希望の党への合流を決定したが、野田佳彦や原口一博らは合流せず、無所属として選挙戦を闘う者もいた。無所属組は選挙区での選挙基盤に支えられ議席を守ったが、希望の党合流組は樽床伸二らが国政復帰する一方で、野間健らが議席を失い明暗が分かれた。希望の党非合流組の一部が結成した立憲民主党には政経塾出身の前職は参加しなかったが元職が国政復帰している。野党再編に参院側が巻き込まれることはなかったが、国政復帰していた松沢成文が希望の党へ参加、福山哲郎が民進党を離党して立憲民主党の創設に参加している。

## 主な出身者
- 現職国会議員は太字。

| 期   | 氏名           | 党籍     | 政府要職                                                 | 国会議員        | 首長                | 地方議員                      | その他 |
| ---- | -------------- | -------- | -------------------------------------------------------- | --------------- | ------------------- | ----------------------------- | --- |
| 1    | 逢沢一郎       | 自民     | 外務副大臣                                               | 衆・13期        |                     |                               | 自由民主党国会対策委員長 |
| 1    | 岡田邦彦       |          |                                                          |                 |                     |                               | ハーバード大学ケネディスクール研究員 早稲田大学特任教授 |
| 1    | 小野晋也       | 自民     | 文部科学副大臣                                           | 衆・5期         |                     | 愛媛県議会議員                | |
| 1    | 鈴木康友       | 無所属   |                                                          | 衆・2期         | 浜松市長 静岡県知事 |                               | |
| 1    | 出川昌人       |          |                                                          |                 |                     |                               | ブラックロック日本法人代表取締役社長 ポートフォリオマネージャー |
| 1    | 野田佳彦       | 立憲     | 第95代内閣総理大臣 財務大臣                              | 衆・10期        |                     | 千葉県議会議員                | 立憲民主党代表 |
| 1    | 橋川史宏       |          |                                                          |                 |                     |                               | 伊勢福代表取締役社長 三重県紀南振興プロデューサー |
| 1    | 横尾俊彦       | 無所属   |                                                          |                 | 多久市長            |                               | |
| 2    | 打越明司       | 無所属   |                                                          | 衆・1期         | 指宿市長            | 鹿児島県議会議員              | |
| 2    | 海老根靖典     | 無所属   |                                                          |                 | 藤沢市長            | 藤沢市議会議員                | |
| 2    | 神藏孝之       |          |                                                          |                 |                     |                               | イマジニア代表取締役 |
| 2    | 河内山哲朗     | 無所属   |                                                          |                 | 柳井市長            |                               | 社会保険診療報酬支払基金理事長 |
| 2    | 菊川智文       | 無所属   |                                                          |                 |                     | 今治市議会議員                | |
| 2    | 嶋聡           | 維新     |                                                          | 衆・3期         |                     |                               | ミクシィ取締役 ソフトバンク社長室長 サイバー大学客員教授 東洋大学非常勤講師 |
| 2    | 長浜博行       | 立憲     | 環境大臣 内閣官房副長官                                  | 衆・4期 参・4期 |                     |                               | 参議院副議長 |
| 2    | 松原仁         | 無所属   | 国家公安委員長 拉致問題担当大臣 消費者・食品安全担当大臣 | 衆・9期         |                     | 東京都議会議員                | |
| 2    | 山田宏         | 自民     | 防衛大臣政務官 内閣府大臣政務官                          | 衆・2期 参・2期 | 杉並区長            | 東京都議会議員                | |
| 3    | 笹木竜三       | 民主     | 文部科学副大臣                                           | 衆・4期         |                     |                               | 故人 |
| 3    | 鈴木淳司       | 自民     | 総務大臣                                                 | 衆・6期         |                     | 瀬戸市議会議員                | |
| 3    | 樽床伸二       | 無所属   | 総務大臣                                                 | 衆・6期         |                     |                               | 民主党国会対策委員長 希望の党代表代行 |
| 3    | 本間正人       |          |                                                          |                 |                     |                               | らーのろじー株式会社代表取締役 京都造形芸術大学芸術学部教授 合資会社ホンマ・ドットコムCEO NPO法人学習学協会代表理事 一般社団法人サルボダヤJAPAN共同代表 NPO法人ハロードリーム実行委員会理事 |
| 3    | 前田正子       |          |                                                          |                 |                     |                               | 甲南大学マネジメント創造学部教授 元横浜市副市長 |
| 3    | 松沢成文       | 維新     |                                                          | 衆・3期 参・3期 | 神奈川県知事        | 神奈川県議会議員              | 希望の党代表 |
| 4    | 小田全宏       |          |                                                          |                 |                     |                               | リンカーン・フォーラム創始者 NPO法人日本政策フロンティア理事長 株式会社ルネッサンスユニバーシティ代表取締役 一般財団法人日本教育推進財団アドバイザー                                        |
| 4    | 原口一博       | 立憲     | 総務大臣                                                 | 衆・10期        |                     | 佐賀県議会議員                | |
| 4    | 三谷光男       | 無所属   | 防衛大臣政務官 復興大臣政務官                            | 衆・2期         |                     |                               | |
| 5    | 伊藤達也       | 自民     | 金融担当大臣                                             | 衆・10期        |                     |                               | |
| 5    | 高市早苗       | 自民     | 総務大臣 経済安全保障担当大臣 など                       | 衆・10期        |                     |                               | 自由民主党政務調査会長 |
| 5    | 武正公一       | 立憲     | 外務副大臣 防衛副大臣                                    | 衆・7期         |                     | 埼玉県議会議員                | |
| 5    | 前田雄吉       | 改革の嵐 |                                                          | 衆・3期         |                     |                               | |
| 6    | 河井克行       | 無所属   | 法務大臣                                                 | 衆・7期         |                     | 広島県議会議員                | |
| 6    | 田辺信宏       | 無所属   |                                                          |                 | 静岡市長            | 静岡県議会議員 静岡市議会議員 | |
| 6    | 奈良俊幸       | 無所属   |                                                          |                 | 武生市長 越前市長   | 福井県議会議員                | |
| 6    | 吉田治         | 立憲     | 国土交通副大臣                                           | 衆・4期         |                     |                               | |
| 7    | 赤池誠章       | 自民     | 文部科学大臣政務官                                       | 衆・1期 参・2期 |                     |                               | |
| 7    | 宇佐美泰一郎   |          |                                                          |                 |                     |                               | 株式会社ニューポート代表取締役 経営コンサルタント |
| 7    | 神風英男       | 民主     | 防衛大臣政務官                                           | 衆・3期         |                     |                               | |
| 7    | 清水勇人       | 無所属   |                                                          |                 | さいたま市長        | 埼玉県議会議員                | |
| 7    | 谷田川元       | 立憲     |                                                          | 衆・4期         |                     | 千葉県議会議員                | |
| 7    | 山井和則       | 立憲     | 厚生労働大臣政務官                                       | 衆・9期         |                     |                               | 民主党・民進党国会対策委員長 |
| 7    | 山崎泰         | 維新     |                                                          |                 |                     | 東京都議会議員                | |
| 8    | 勝又恒一郎     | 希望     |                                                          | 衆・1期         |                     |                               | |
| 8    | 玄葉光一郎     | 立憲     | 外務大臣                                                 | 衆・11期        |                     | 福島県議会議員                | 衆議院副議長 |
| 8    | 徳永久志       | 維新     | 外務大臣政務官                                           | 衆・1期 参・1期 |                     | 滋賀県議会議員                | |
| 8    | 前原誠司       | 維新     | 外務大臣 国土交通大臣 経済財政政策担当大臣 など          | 衆・11期        |                     | 京都府議会議員                | 民主党代表 民進党代表 教育無償化を実現する会代表 |
| 9    | 秋葉賢也       | 自民     | 復興大臣                                                 | 衆・7期         |                     | 宮城県議会議員                | |
| 9    | 市村浩一郎     | 維新     | 国土交通大臣政務官                                       | 衆・5期         |                     |                               | |
| 9    | 井戸正枝       | 国民民主 |                                                          | 衆・1期         |                     | 兵庫県議会議員                | |
| 9    | 木内均         | 自民     |                                                          | 衆・2期         |                     | 長野県議会議員 佐久市議会議員 | |
| 9    | 斉藤弥生       |          |                                                          |                 |                     |                               | 大阪大学大学院人間科学研究科教授 大阪大学総長補佐 |
| 9    | 本多平直       | 立憲     | 内閣府大臣政務官 経済産業大臣政務官                      | 衆・3期         |                     |                               | |
| 9    | 松野博一       | 自民     | 文部科学大臣 内閣官房長官 など                           | 衆・9期         |                     |                               | |
| 10   | 宇佐美登       | 無所属   |                                                          | 衆・2期         |                     |                               | |
| 10   | 小林温         | 自民     | 経済産業大臣政務官                                       | 参・2期         |                     |                               | |
| 10   | 坂井学         | 自民     | 国家公安委員長 防災担当大臣 内閣官房副長官               | 衆・6期         |                     |                               | |
| 10   | 中田宏         | 自民     |                                                          | 衆・4期 参・1期 | 横浜市長            |                               | 日本創新党代表幹事 次世代の党国会対策委員長 |
| 11   | 小野寺五典     | 自民     | 防衛大臣                                                 | 衆・9期         |                     |                               | 自由民主党政務調査会長 |
| 11   | 福山哲郎       | 立憲     | 外務副大臣 内閣官房副長官                                | 参・4期         |                     |                               | 民主党政策調査会長 立憲民主党幹事長 参議院副議長 |
| 12   | 野間健         | 立憲     |                                                          | 衆・4期         |                     |                               | 国民新党政務調査会長 |
| 13   | 村井嘉浩       | 自民     |                                                          |                 | 宮城県知事          | 宮城県議会議員                | |
| 13   | 渡辺猛之       | 自民     | 国土交通副大臣 内閣府副大臣 復興副大臣                   | 参・2期         |                     | 岐阜県議会議員                | |
| 15   | 横江公美       |          |                                                          |                 |                     |                               | ヘリテージ財団シニアフェロー 東洋大学国際学部グローバル・イノベーション学科教授 |
| 16   | 草間吉夫       | 無所属   |                                                          |                 | 高萩市長            |                               | |
| 17   | 稲富修二       | 立憲     |                                                          | 衆・4期         |                     |                               | |
| 17   | 大串正樹       | 自民     | デジタル副大臣 内閣府副大臣                              | 衆・5期         |                     |                               | |
| 17   | 尾関健治       | 無所属   |                                                          |                 | 関市長              | 関市議会議員                  | |
| 18   | 森本真治       | 立憲     |                                                          | 参・3期         |                     | 広島市議会議員                | |
| 19   | 城井崇         | 立憲     | 文部科学大臣政務官                                       | 衆・5期         |                     |                               | |
| 20   | 畠中光成       | 無所属   |                                                          | 衆・1期         |                     |                               | 結いの党国会対策委員長 |
| 20   | 森岡洋一郎     | 民主     |                                                          | 衆・1期         |                     | 埼玉県議会議員                | |
| 20   | 喜友名智子     | 立憲     |                                                          |                 |                     | 沖縄県議会議員                | |
| 21   | 二之湯武史     | 自民     |                                                          | 参・1期         |                     |                               | |
| 21   | 山本朋広       | 自民     | 防衛副大臣 内閣府副大臣                                  | 衆・5期         |                     |                               | |
| 22   | 福原慎太郎     | 無所属   |                                                          |                 | 益田市長            |                               | |
| 22   | 松本大輔       | 希望     | 文部科学副大臣                                           | 衆・3期         |                     |                               | |
| 23   | 橘秀徳         | 民主     |                                                          | 衆・1期         |                     |                               | |
| 23   | 三日月大造     | 無所属   | 国土交通副大臣                                           | 衆・4期         | 滋賀県知事          |                               | |
| 24   | 川条志嘉       | 自民     |                                                          | 衆・1期         |                     |                               | |
| 24   | 神山洋介       | 立憲     |                                                          | 衆・2期         |                     |                               | |
| 24   | 山中光茂       | 無所属   |                                                          |                 | 松阪市長            | 三重県議会議員                | |
| 25   | 高松智之       | 立憲     |                                                          | 衆・1期         |                     | 練馬区議会議員                | |
| 25   | 松下玲子       | 立憲     |                                                          | 衆・1期         | 武蔵野市長          | 東京都議会議員                | |
| 26   | 源馬謙太郎     | 立憲     |                                                          | 衆・3期         |                     | 静岡県議会議員                | |
| 27   | 黄川田仁志     | 自民     | 内閣府副大臣                                             | 衆・5期         |                     |                               | |
| 28   | 宇都隆史       | 自民     | 外務副大臣                                               | 参・2期         |                     |                               | |
| 28   | 熊谷大         | 無所属   |                                                          | 参・1期         | 利府町長            |                               | |
| 28   | 中西祐介       | 自民     | 総務副大臣                                               | 参・2期         |                     |                               | |
| 28   | 宮川典子       | 自民     | 文部科学大臣政務官                                       | 衆・3期         |                     |                               | 故人 |
| 29   | 大谷明         | 無所属   |                                                          |                 | ひたちなか市長      | 茨城県議会議員                | |
| 30   | 丸山穂高       | 無所属   |                                                          | 衆・3期         |                     |                               | NHK党副党首 |
| 31   | 杉島理一郎     | 無所属   |                                                          |                 | 入間市長            | 埼玉県議会議員                | |
| 34   | 斎藤アレックス | 維新     |                                                          | 衆・2期         |                     |                               | 教育無償化を実現する会政務調査会長 |
| 35   | 岡田吉弘       | 無所属   |                                                          |                 | 三原市長            |                               | |
| 36   | 深作ヘスス     | 国民民主 |                                                          | 衆・1期         |                     |                               | |
| 38   | 馬場雄基       | 立憲     |                                                          | 衆・2期         |                     |                               | |
| 40   | 宗野創         | 立憲     |                                                          | 衆・1期         |                     |                               | |
| 中退 | 小山展弘       | 立憲     |                                                          | 衆・4期         |                     |                               | |
| 中退 | 中川暢三       | 無所属   |                                                          |                 | 加西市長            |                               | |
| 中退 | 小原舞         | 無所属   |                                                          | 衆・1期         |                     | 京都府議会議員                | |